# Diocèse de Brentwood
Le diocèse de Brentwood est un diocèse suffragant de l'archidiocèse de Westminster. Il a été constitué en 1907, et l'on comptait 240 658 baptisés pour 2 898 548 habitants en 2022. L'évêque en charge est Alan Williams (en), depuis 2014.

## Territoire

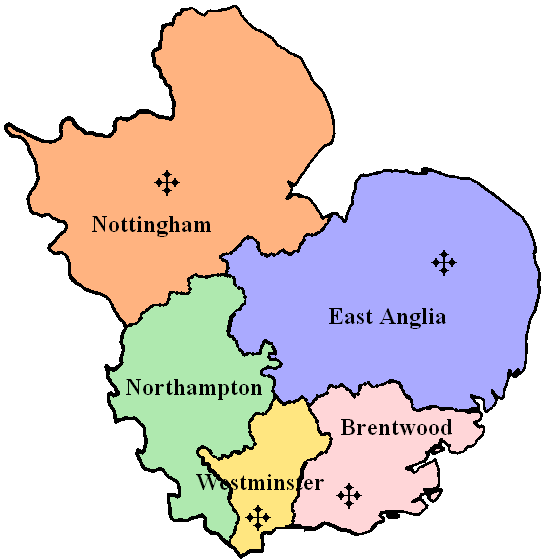
Localisation du diocèse au sein de la province ecclésiastique de Westminster.

Le diocèse de Brentwood couvre tout l'Essex, avec les autorités unitaires de Southend-on-Sea et Thurrock, et la partie orientale du Grand Londres, située à l'est de la Lea, c'est-à-dire les boroughs de Barking, Dagenham, Havering, Newham, Redbridge et Waltham Forest.
L'évêché est à Brentwood, où se trouve la cathédrale Sainte-Marie et Sainte-Hélène.
En 2022, le territoire est divisé en 87 paroisses, avec 17 diacres et 150 prêtres (102 diocésains et 48 religieux).

## Histoire
Le diocèse a été érigé le 20 juillet 1917 par la bulle Universalis Ecclesiae du pape Benoît XV, prenant son territoire de l'archidiocèse de Westminster.
Depuis 1985, le diocèse est jumelé avec le diocèse de Dundee (it), en Afrique du Sud. 